# 12.7×108mm

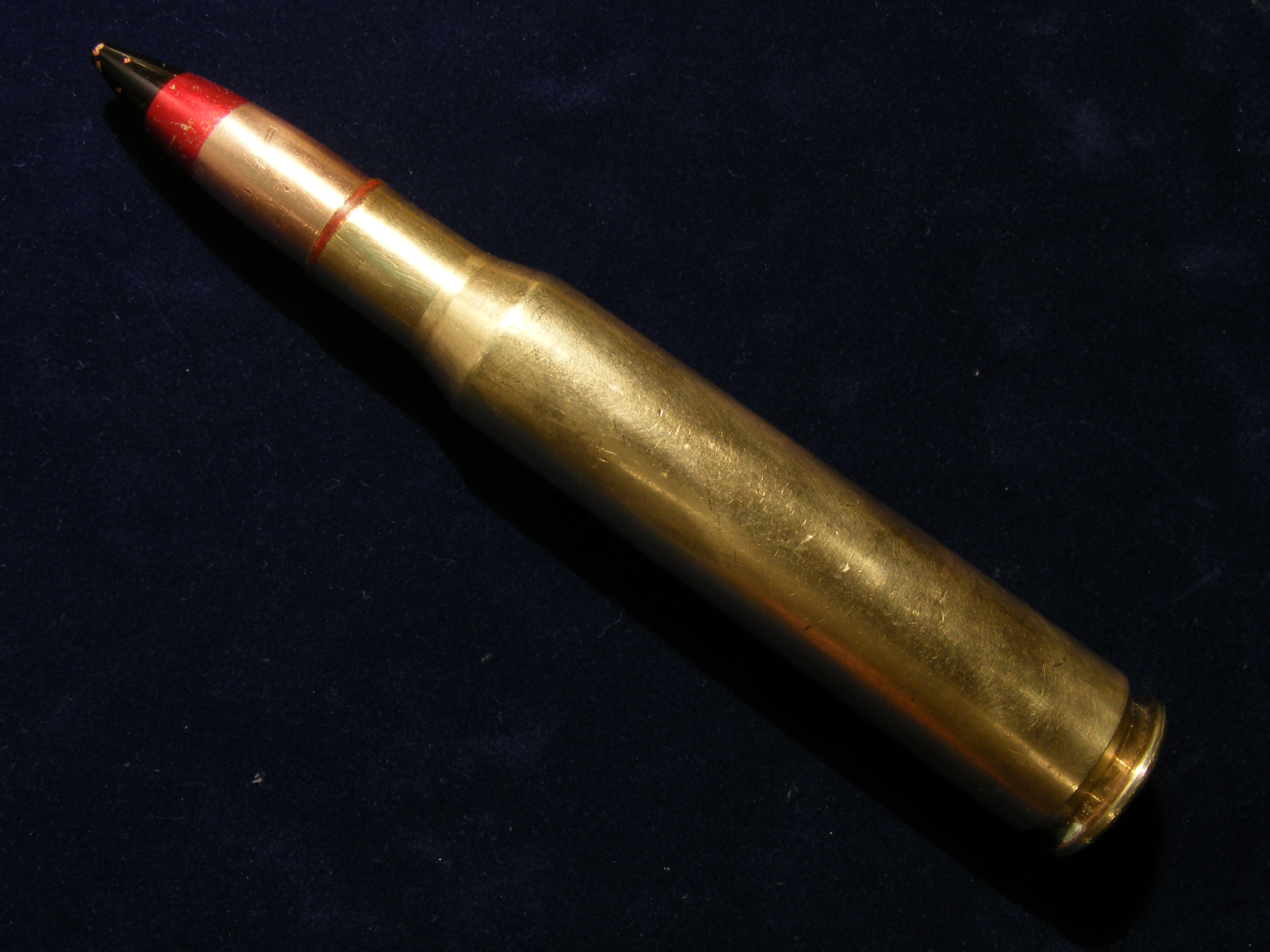
12.7 × 108 mm 카트리지

12.7 × 108mm 카트리지는 중기관총과 대물 소총(Anti-materiel rifle)용 탄약통이다. 소련과 바르샤바 조약 기구, 현대 러시아, 중화인민공화국 및 기타 국가에서 사용한다. 1934년 독일의 13.2mm TuF 대전차 소총탄과 미국의 .50 브라우닝 기관총 (12.7×99mm NATO)과 대응한다.
NATO .50 BMG ( 12.7×99mm NATO) 카트리지와 같은 역할을 한다. 다만, 둘은 총알 모양과 무게가 다르며 12.7×108mm의 케이스가 약간 더 길고 케이스 용량이 커서 화약을 약간 더 많이 담을 수 있다.
12.7×108mm는 전장에서 다양한 목표물과 교전하는 데 사용할 수 있으며 비장갑 차량을 파괴하고 경장갑 차량을 관통하며, 탱크와 같은 중장갑 차량의 외부 보조 장비(예: 탐조등, 레이더, 송신기, 비전 블록, 엔진실 덮개)에 피해를 입힐 수 있다. 또한 가솔린과(2019년부터) 디젤 연료를 점화한다. 갑옷 관통 탄약은 약 25mm 두께의 갑옷을 관통한다. 보통의 전피갑탄(FMJ, 풀 메탈 재킷) 탄약은 탱크 장갑에 움푹 들어간 피탄 흔적만 만들고 손상을 입히지 못한다.

## 같이 보기
- 12.7 × 99 mm NATO